# Force-based layout

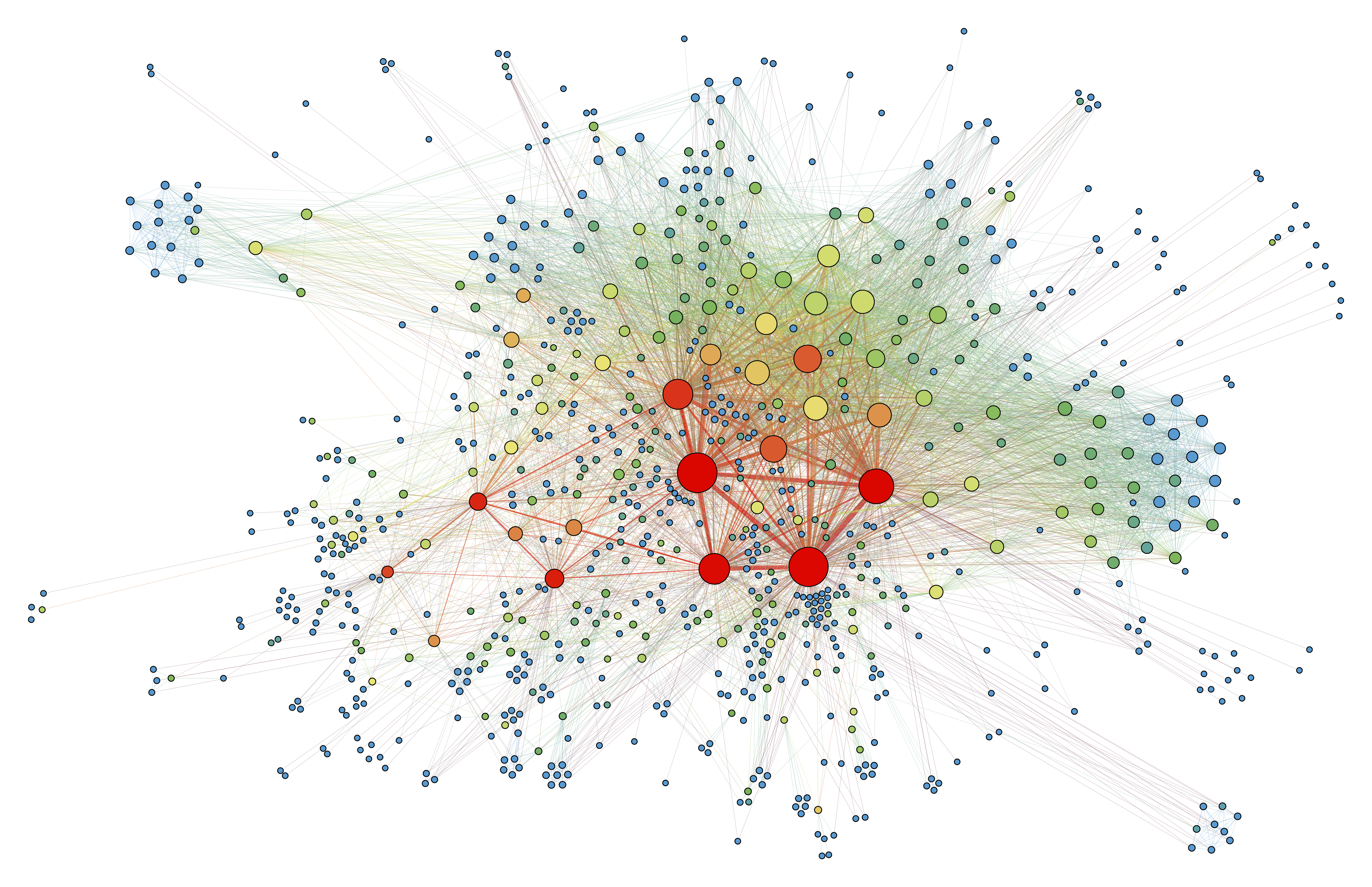
Visualisation de réseaux sociaux à l'aide d'un algorithme de dessin de graphe basé sur les forces.

Les algorithmes de dessin basé sur les forces (Force-based ou Force-directed algorithms) permettent de positionner les nœuds d'un graphe pour faciliter sa visualisation en utilisant un système de force appliqués entre les nœuds et les arcs.

## Méthode
L'algorithme peut être décrit comme une analogie physique des composants du graphe :
- Les nœuds sont représentés par des particules de même charge
- Les arcs sont assimilables à des ressorts

À chaque passe, l'algorithme fait la somme des forces appliquées sur chacun des nœuds puis les déplace suivant des règles de physique classique jusqu'à trouver un état stable.

## Avantages
- Interactivité: les nœuds peuvent être replacés à la volée pendant le calcul, être ajoutés ou supprimés.

## Inconvénients
- Ce sont des algorithmes souvent coûteux en puissance de calcul.
- Ces algorithmes souffrent pour la plupart de terminer dans un état qui n'est qu'un minimum local du problème d'optimisation à l'origine de la modélisation physique, et non dans l'état minimum absolu.